# Blonde on Blonde
Pour les articles homonymes, voir Blonde.
Albums de Bob Dylan
Highway 61 Revisited
(1965) Bob Dylan's Greatest Hits
(1967)
Blonde on Blonde (1966) est le septième album de Bob Dylan, auteur-compositeur-interprète américain. C’est le premier double album de l’histoire de la musique rock.
La longueur de l'album a obligé la maison de disques à le répartir sur deux 33 tours. Cet album porte la signature bien particulière du blues rock de Dylan, déjà caractéristique de l'album précédent, Highway 61 Revisited. Cet album propose néanmoins un son plus éclectique et des paroles teintées de plus de surréalisme encore. Il marque également la fin d'une ère pour Dylan. Après son accident de moto survenu en juillet 1966, son approche de la musique changera profondément.
Enregistré à New York et Nashville, cet album fut produit par Bob Johnston. Il atteignit la 9e place du classement des albums pop du Billboard Music Charts aux États-Unis et devint double-disque de platine, tandis qu'il atteignit la 3e place des charts au Royaume-Uni. Il est classé comme le 9e meilleur album de tous les temps par VH1 et le magazine Rolling Stone.

## Enregistrement

### Contexte
Au festival de Newport de juillet 1965, Dylan, selon la formule consacrée, passa à l'électrique. Deux concerts devaient s'en suivre à la fin du mois d'août. Al Kooper et le bassiste Harvey Brooks, ayant déjà joué sur l'album Highway 61 Revisited, furent engagés pour ces deux concerts, mais le guitariste Mike Bloomfield et le batteur Bobby Gregg, déjà engagés sur d'autres projets, déclinèrent. Dylan les remplaça par Robbie Robertson et Levon Helm, deux membres des Hawks, groupe par la suite connu comme The Band.
Le premier concert eut lieu le 28 août à New York, au Forest Hills Stadium. Après une première partie qui le vit chanter seul avec sa guitare acoustique, Dylan échangea brièvement avec ses musiciens avant de revenir avec eux sur scène. Selon Brooks : « Nous avons discuté ensemble à propos de la musique et du plaisir que l'on avait pris à la jouer. Bob a dit : "...S'ils ne l'aiment pas, dommage pour eux. Ils vont devoir apprendre à l'aimer." » Exception faite de Maggie's Farm et Like a Rolling Stone, le nouveau style électrique était quasiment inconnu des spectateurs. Furent jouées quatre chansons à sortir sur Highway 61 Revisited ainsi que des versions électrifiées de It Ain't Me, Babe et I Don't Believe You. La réaction de la foule fut plutôt houleuse. L'ami de Dylan et critique musical Paul Nelson se rappelle : « Il y avait très peu de gens qui applaudissaient la partie électrique. Une femme s'est approchée et m'a dit, "Joan Baez ne se vendrait pas comme ça", et je me suis dit, "Joan Baez ? Qu'est-ce qu'elle a à vendre ?" ».
Quelques jours plus tard, avant le départ pour Los Angeles, la journaliste Nora Ephron demanda à Dylan sa réponse face à la réaction des spectateurs à Forest Hills. « Je pense que c'était génial, déclara Dylan. Je le pense vraiment. Si j'avais dit ou chanté quelque chose d'autre, j'aurais été un menteur ». Le 3 septembre, Dylan et le groupe jouèrent le même set au Hollywood Bowl. Les spectateurs réagirent bien mieux, et quand Levon Helm exprima son soulagement, Dylan lui répondit, « J'aurais voulu qu'ils me sifflent. Ça fait de la bonne publicité. Ca fait vendre des places. »
Trois autres concerts étaient prévus dans l'automne, mais Al Kooper informa Dylan qu'il n'y participerait pas à cause de la réaction très négative du public. Puis Levon Helm, menaçant de partir lui-même, obtint de Dylan qu'il engage la totalité des Hawks. Ils répétèrent deux nuits durant avant de s'envoler pour deux concerts au Texas puis revenir à New York, au Carnegie Hall. Les trois concert furent bien accueillis, non sans quelques polémiques. Le soir du concert au Carnegie Hall, Paul Nelson se rappelle que « la plupart des journalistes du magazine Sing Out! avaient prévu de partir à l'entracte. » Cependant, ajoute Helm : « Deux cents personnes se sont ruées sur la scène à la fin du concert, criant pour un rappel. Dylan rayonnait vraiment. Il marmonna : "Merci, je ne pensais pas que vous le prendriez de cette façon" ».

### New York
Peut-être du fait de ces derniers concerts, Dylan décida d'enregistrer avec les Hawks. Une session produite par Bob Johnston fut prévue les 5 et 6 octobre à New York, au studio A de Columbia Records. La session fut consacrée à deux chansons : Can You Please Crawl Out Your Window? et I Wanna Be Your Lover. La première  était une version retravaillée d'une chanson déjà enregistrée durant les sessions de Highway 61 Revisited ; la seconde fut finalement écartée et ne sortit qu'en 1985 sur un coffret rétrospectif, Biograph.
Les concerts suivant, en octobre, s'attirèrent l'hostilité d'un public rejetant la présence de ce groupe accompagnant Dylan. Lassé, Helm préféra arrêter et fut remplacé par Bobby Gregg. Même sans Helm, Dylan continuait à penser qu'il disposait d'un groupe valable pour son prochain album. Le 30 novembre, Dylan réunit dans le studio A les Hawks (sans Helm), Bobby Gregg, Bruce Langhorne à la guitare, Paul Griffin et Al Kooper aux claviers, pour enregistrer sa dernière composition, Freeze Out, réintitulée plus tard Visions of Johanna, une épopée ambitieuse et surréaliste approchant les dix minutes. Mais ce jour-là, la chanson leur échappe et Dylan s'exaspère de ne pas trouver ce qu'il cherche : « Ce n'est pas le son, ce n'est pas ça. »
Dylan revint au studio A le 21 janvier 1966 pour enregistrer She's Your Lover Now avec les Hawks et Sandy Konikoff à la batterie. Malgré dix-neuf prises, la session échoua à produire une version complète de la chanson. Dylan ne tentera plus jamais de l'enregistrer, mais on peut entendre plusieurs de ces prises sur les compilations The Bootleg Series Volumes 1-3 (Rare and Unreleased) 1961-1991 et The Bootleg Series Vol. 12: The Cutting Edge 1965–1966.
Dylan commençait à perdre confiance dans les Hawks. Le 25 janvier, avec Rick Danko et William E. Lee à la basse, Gregg à la batterie, Griffin au piano, Kooper à l'orgue et Robertson à la guitare, Dylan travailla à deux nouveaux titres : Leopard-Skin Pill-Box Hat et One of Us Must Know (Sooner or Later). Seul le second fut finalisé pour l'album.
Une autre session fut programmée le 27, cette fois avec Robertson, Danko, Kooper et Gregg. Ils retravaillèrent sur Leopard-Skin Pill-Box Hat et One of Us Must Know sans pouvoir améliorer l'une ou l'autre. Une version de I'll Keep It With Mine fut également enregistrée durant cette session, mais ne fut pas retenue. Cet enregistrement apparaît finalement sur The Bootleg Series Volumes 1-3 (Rare and Unreleased) 1961-1991.
Le manque de matériel et les progrès trop lents incitèrent Dylan à annuler les trois sessions suivantes. Quelques semaines plus tard, il confiera à son biographe Robert Shelton : « Oh, j'étais vraiment au plus mal. Je veux dire, en dix sessions d'enregistrement, mec, on n'avait pas réussi à faire une chanson. C'était le groupe. Mais tu vois, je ne le savais pas. Je ne voulais pas y croire. »

### Nashville
Johnston avait déjà travaillé aux studios Columbia de Nashville, avec la grande famille des musiciens aguerris vivant sur place. Durant les sessions d'enregistrement de Highway 61 Revisited, il avait déjà convié l'un d'entre eux, Charlie McCoy, pour accompagner Dylan sur Desolation Row. Dès ce moment-là, Johnston avait conseillé à Dylan d'enregistrer à Nashville. « J'ai dit : "Tu devrais venir à Nashville un de ces jours. Il n'y a pas d'horaires là-bas, et ils ont vraiment tout un tas de super musiciens – tout le monde est aux petits soins" et il m'a répondu par son habituel "Hmmm". » Johnston se rappelle également l'hostilité de Albert Grossman, le manager de Dylan, et de Bill Gallagher, le président de Columbia, à ce projet : « [ils] sont venus me dire : "Si tu dis à Dylan quoi que ce soit à propos de Nashville, tu es viré [...] J'ai dit : "OK, c'est vous les patrons", et j'ai emmené Dylan à Nashville pour Blonde on Blonde, et il a adoré travailler là-bas. »
Dylan commença à enregistrer aux Columbia's Music Row Studios de Nashville le 14 février. En plus de Kooper, Dylan et Johnston firent venir McCoy (harmonica, guitare, basse), Wayne Moss (guitare), Joe South (guitare, basse) et Kenny Buttrey (batterie). McCoy se rappelle l'arrivée de Dylan : « Ils s'étaient arrêtés à l'aéroport de Richmond et il n'avait pas pu terminer ses textes. Il nous demanda si ça nous dérangeait d'attendre une minute pendant qu'il travaillait sur une chanson. Alors nous sommes tous sortis et nous lui avons laissé le studio pour lui tout seul. Il y resta six heures à écrire. » Trois chansons étaient à l'ordre du jour : Fourth Time Around et Visions of Johanna trouvèrent leur forme finale, mais Leopard-Skin Pill-Box Hat résista encore.
Le lendemain, Dylan s'enferma dans le studio à 18 heures pendant que les musiciens jouaient aux cartes. Il en ressortit à 4 heures du matin avec les paroles de Sad-Eyed Lady of the Lowlands. Kenneth Buttrey se souvient de l'enregistrement de la chanson :

« On se préparait à jouer un morceau basique de deux ou trois minutes parce que les morceaux ne dépassaient jamais les trois minutes... Si vous faites attention, il y a ce truc à partir du second refrain, ça commence à monter, monter, tout le monde met le paquet parce qu'on se disait "Ça y est, mec, ça va être le dernier refrain, faut donner tout ce qu'on peut maintenant". Et il jouait un autre solo d'harmonica et entamait un nouveau couplet, et la tension devait retomber pour revenir à l'ambiance du couplet. Après environ dix minutes de ce truc, on se marrait de nous-mêmes et de ce qu'on était en train de faire. Je veux dire, on avait mis toute la gomme cinq minutes plus tôt. On faisait quoi maintenant ?" »

Le 16, la session fut consacrée à Stuck Inside of Mobile with the Memphis Blues Again. Dylan, à nouveau, passa des heures sur les paroles et l'enregistrement commença aux premières heures du 17. Après quatorze prises, la chanson était en boîte.
Dylan repartit en concert avec les Hawks pour quelques dates, mais il revint début mars à Nashville pour reprendre les enregistrements. Élément décisif, Dylan revenait avec son guitariste Robbie Robertson. Selon Kooper, Dylan passa le plus clair de son temps dans sa chambre d'hôtel, retravaillant ses compositions.

« Il avait un piano dans sa chambre d'hôtel et la journée je montais le voir et il m'apprenait la chanson. Je la jouais au piano pour lui encore et encore. Pour deux raisons. Premièrement, il pouvait se concentrer sur les paroles et ne perdait pas de temps à les jouer au piano ; deuxièmement, je pouvais aller au studio tôt le soir et apprendre au groupe la chanson avant qu'il n'arrive, comme ça ils pouvaient jouer le titre avant même qu'il ne passe le pas de la porte. »

Le 8 mars, trois chansons furent bouclées : Absolutely Sweet Marie, Just Like a Woman et Pledging My Time, « emmenée par la guitare hurlante de Robertson. » Le 9, et jusqu'au matin du 10, soit 13 heures de studio, six se rajoutèrent : Most Likely You Go Your Way (And I'll Go Mine), Temporary Like Achilles, Rainy Day Women #12 & 35, Obviously Five Believers, I Want You, et — enfin ! — Leopard-Skin Pill-Box Hat, sur laquelle « la performance fulgurante de Roberston capture la chanson ».
Dylan fut ravi des sessions de Nashville, et quand il supervisa les réenregistrements finaux de Blonde on Blonde en avril à Los Angeles, il avait suffisamment de matière pour un double album.

## Après l'enregistrement
Après avoir remis les enregistrements finaux de l'album à Columbia Records, Dylan s'envola pour Hawaii pour le premier des nombreux concerts prévus pour une tournée de deux mois. L'album sortit à la fin du mois de juin.
Malgré l'échec des enregistrements de novembre et janvier, les Hawks devinrent le groupe attitré de Dylan pour la tournée de 1966. Ils se rebaptisèrent par la suite en référence à la manière anonyme dont ils étaient désignés par le public : ils étaient « le groupe » accompagnant Dylan lors de la seconde partie électrique des concerts : The Band. Les 36 concerts de cette tournée sont accessibles depuis 2016, ils forment la compilation The 1966 Live Recordings dont est extrait, sur un disque séparé, l'un des deux concerts londonien,The Real Royal Albert Hall 1966 Concert.
Après son accident de moto et son retrait du monde de la musique en juin 1966, Dylan travailla encore avec les Hawks durant l'année suivante à l'écart de New York, dans la petite commune de Woodstock, enregistrant une multitude de titres dont sera tiré en 1975 l'album The Basement Tapes et que l'on trouve aujourd'hui en intégralité sur la compilation The Bootleg Series Vol. 11: The Basement Tapes Complete.

## Signification du titre
Plusieurs pistes d’explication ont été avancées pour tenter d’éclairer l’identité ou le sens de ces blondes superposées dans le titre.
Deux de ces pistes sont contemporaines de l’album et mènent à des personnalités appartenant alors à l’entourage de Dylan. À Edie Sedgwick tout d’abord, célébrité éphémère de l’underground newyorkais au milieu des années 1960, chevelure blonde sur teint pâle. À Brian Jones, ensuite, et au couple blond que le fondateur des Rolling Stones formait avec l’actrice Anita Pallenberg.
Depuis la parution des Chroniques autobiographiques de Dylan en 2004, une autre hypothèse a pris forme : la formule Blonde on Blonde serait un hommage à Brecht on Brecht, spectacle musical mettant en scène des chansons de Bertolt Brecht auquel Dylan assista en 1963 et qui le marqua profondément. Parallèlement à cette analogie, il est devenu classique de souligner que les initiales du titre reproduisent, comme un clin d’œil, le prénom de Dylan.
À une question posée en 1978 par le journaliste Ron Rosenbaum, Dylan répondait :

« Je me suis approché au plus près du son que j’entends dans ma tête sur certaines bandes de l’album Blonde on Blonde. C’est ce son de mercure, fin et sauvage. C’est métallique, doré et brillant, avec tout ce que ça évoque. Ce son-là, c’est le mien. Je n'ai pas réussi à l'obtenir tout le temps. J'ai surtout essayé de combiner la guitare, l'harmonica et l'orgue. »

Revenant à cette citation en 2015, dans leur Bob Dylan : La Totale, Philippe Margotin et Jean-Michel Guesdon, reformulent la problématique en ces termes : « Le choix du titre reste une énigme. Quel rapport en effet entre cette quête du son et Blonde on Blonde ? » Les deux auteurs en restent là, mais leur question trouve une réponse dans un autre ouvrage français paru en 2021. Selon Like a Rolling Stone Revisited : Une relecture de Dylan de Jean-Michel Buizard, le titre se rapporte bel et bien à la musique de Dylan : il désignerait deux guitares formant ensemble le cœur musical de l’album, deux guitares d’un bois clair tirant sur le beige, « blondes » selon l’usage anglo-saxon —  à l'image de la Gibson Nick Lucas Special et de la Fender acoustique dont Robertson et Dylan jouent face à face dans une scène de 1966 tirée du documentaire Eat the Document : « deux guitares d’une même couleur jouant l’une avec l’autre, ligne mélodique sur ligne rythmique, blonde on blonde. » Cette interprétation repose pour l’essentiel sur deux idées tirées des paroles de Dylan. D’une part, la compréhension que, dans ses chansons les plus importantes et les plus énigmatiques de la période 1965-1966, Dylan ne cesse jamais de parler de sa musique et, avec elle, de la place qu’il se donne dans l’histoire du blues. D’autre part, la découverte qu'une troupe entière de fameux bluesmen, modernes ou anciens, défile à travers ces mêmes chansons, accompagnés chacun de leur guitare déguisée sous une forme personnifiée ou métaphorique.

## Pochette de l'album
La couverture est une photographie légèrement floue de Bob Dylan se dépliant sur les deux pans extérieurs de la pochette. Le nom de l'artiste et le titre de l'album n'apparaissent que sur la tranche. La photo a été prise par Jerry Schatzberg devant un bâtiment de briques situé à l'extrême ouest de Greenwich Village, sur l'île de Manhattan. On y voit Dylan portant un lourd manteau boutonné jusqu'au col, une écharpe noire et blanche à carreaux à son cou. Il apparaît avec un manteau similaire sur les pochettes des deux albums suivants, John Wesley Harding et Nashville Skyline. Dylan semble prendre un air renfrogné face à l'objectif, comme s'il demandait : vous pensez vraiment savoir qui je suis ?
L'intérieur de la pochette présentait initialement une photo de l'actrice italo-tunisienne Claudia Cardinale, utilisée sans autorisation. Certains critiques musicaux se sont demandé si cette photo ne représentait pas Dylan lui-même déguisé en femme. À partir de 1968, cette photo fut retirée de tous les albums en fabrication aux États-Unis, faisant de cette édition-à-la-photo un objet de collection. Quelques fabricants non américains continuent cependant de mettre sous presse l'album dans sa version originale, avec la photo de Cardinale.
D'autres personnes apparaissent à l'intérieur de la pochette : Dylan à plusieurs reprises, Grossman son manager, Schatzberg et une journaliste du nom de Sandra Suffolk. On y voit également une jeune femme non identifiée murmurant à l'oreille de Dylan. Certains fans pensèrent pour un temps que celle-ci était Edie Sedgwick, mais des recherches plus récentes ont suggéré qu'il s'agit plutôt d'une certaine Carole Adler.

## Les chansons, quelques commentaires
L’hypothèse Edie Sedgwick ne s’est pas seulement attachée au titre mystérieux de l’album : il fut également envisagé que plusieurs des chansons lui soient directement adressées, notamment Just Like a Woman, portrait narquois, ou peut-être attendri, d’une fille qui joue les grandes, mais « rompt comme une petite fille » ou Leopard-Skin Pill-Box Hat. La chanteuse Nico témoigna en ce sens : « Tout le monde pensait que la chanson parlait d’Edie parce qu’elle portait parfois du léopard. Dylan est un être très sarcastique... c’est une chanson très mal intentionnée, quelle que soit la personne visée. » Il est effectivement établi que Dylan et Sedwick se sont régulièrement fréquentés vers la fin de l'année 1965, avec semble-t-il pour conséquence que l'égérie d'Andy Warhol s'était amourachée du chanteur, mais sans qu'il soit jamais prouvé qu'une liaison avait réellement existé entre eux.
Une autre femme transparait plus sûrement dans l'album : Sara, que Dylan épousa en secret en novembre 1965 et à qui s'adresse probablement Sad-Eyed Lady of the Lowlands, titre s'étirant sur plus de onze minutes et occupant à lui seul la quatrième et dernière face du double album. En 1976, sur l'album Desire, la chanson Sara inclut en effet les paroles suivantes : « Des jours entiers à rester au Chelsea Hotel, écrivant Sad-Eyed Lady of the Lowlands pour toi. » À quoi s'ajoute la ressemblance phonétique entre le mot « Lowlands » et le patronyme de Sara, Lownds.
De Sad Eyed Lady of the Lowlands, Dylan dira à Robert Shelton en 1966 : « C'est la meilleure chanson que j'ai jamais écrite. » Autre biographe de Dylan, le journaliste du Saturday Evening Post, Jules Siegel, se trouvait dans sa chambre d'hôtel à Vancouver quand Grossman lui apporta un premier pressage de Blonde on Blonde. Il rapporte l'excitation de Dylan quand ils écoutèrent la chanson : « Ça c'est de la musique religieuse ! C'est de la musique religieuse de carnaval. J'ai réussi à trouver le vrai son des carnavals religieux d'antan, n'est-ce pas ? » Sad Eyed Lady of the Lowlands demeure l'une des rares chansons de Dylan à n'avoir jamais été jouée en concert. Elle fut cependant interprétée au moins une fois, lors d'une répétition de la Rolling Thunder Revue, comme on l'entend dans le film Renaldo et Clara.
À l'autre extrémité des deux vinyles, avec Rainy Day Women #12 & 35, l'album « s'ouvre, comme l'a écrit Nicolas Rainaud, sur un objet musical non identifié, sorte de fanfare d'ivrognes enfermée par le producteur Bob Johnson dans un studio de Nashville. » En début d'enregistrement, Johnson nota que la chanson avait un air d'Armée du Salut, l'idée se concrétisa par l'apport supplémentaire du trombone de Wayne Butler alors que McCoy passait à la trompette. Bill Wyman qualifie la chanson d'« hymne de drogué » à cause de l'évidente répétition des termes « stone » et « stoned » : « Well, they'll stone you when you're trying to be so good / They'll stone you just like they said they would /[...]/ But I would not feel so all alone / Everybody must get stoned ». Mais les mots portent ici toute leur ambiguïté : s'agit-il de se droguer ou d'être frappé d'anathème ? Heylin associe le titre de la chanson au Livre des Proverbes, chapitre 27, verset 15 : « A continual dropping in a very rainy day and a contentious woman are alike » (« Les jours très pluvieux, l'eau qui tombe sans arrêt est comme une femme querelleuse »).
Visions of Johanna est pour Heylin « peut-être la composition la plus parfaite de Dylan. L'imagerie de la chanson est d'une précision à faire froid dans le dos, alors même que son sujet, l'omniprésente mais physiquement absente Johanna, plane nébuleusement hors d'atteinte. » Qui est-elle, cette Johanna ? Muse ou personne réelle, là encore, la réponse échappe à toute analyse. Jo(h)an(na) Baez a prudemment imaginé qu'il put s'agir d'elle :

« Il venait d'écrire la chanson, qui me semblait très suspecte, comme s'il y avait des images de moi dedans [...] Il ne l'avait jamais jouée auparavant, et ce soir-là Neuwirth lui a dit que j’étais là et il l'a jouée. C'était très étrange. J'écoutais la chanson et, intérieurement, je voulais me sentir flattée, mais sans être sûre. »

Selon Tim Riley, critique de NPR, « "Stuck Inside of Mobile with the Memphis Blues Again" est peut-être l'œuvre la plus sublime du rock, oscillant entre le décalage et l'isolement, avec cette désinvolte entreprise de démolition. » La chanson dut attendre 1976 pour être jouée en concert, quand la Rolling Thunder Revue se présenta à ... Mobile, dans l'Alabama. Pourtant, dans le dédale des interprétations possibles, subsiste toujours l'idée que « Mobile », où se trouve piégé et démoralisé le protagoniste de la chanson, ne désigne pas forcément la localité, mais plutôt un mobile, un certain objet en mouvement.

## Réception et postérité
Sorti à l’été 1966, Blonde on Blonde rencontra le succès, atteignant le Top 10 des albums aux Etats-Unis et en Angleterre, et plaçant plusieurs de ses titres en haut des classements de singles. L’album fut également bien accueilli par la critique. Dès juillet 1966, le magazine Crawdaddy! lui rendait hommage et l’inscrivait déjà dans le temps :

« C'est une cachette à émotions, un paquet bien ficelé d'excellente musique et de poésie meilleure encore, tissées l’une à l’autre et prêtes à faire partie de votre réalité. Voici un homme qui vous parlera, un barde des années 1960 avec sa lyre électrique et ses diapositives en couleur, mais un homme véridique avec des yeux à rayons X par lesquels vous pouvez regarder si vous le souhaitez. Tout ce que vous avez à faire est d'écouter. »

Avec les années, l’album n’a cessé de gagner en aura. Il est à présent perçu comme le parfait aboutissement de ce fameux triptyque débuté en 1965 avec les albums Bringing It All Back Home puis Highway 61 Revisited, ayant amené à Dylan à transformer sa musique et, avec elle, l’histoire de la musique rock. Greil Marcus, avec ce sens de l’image qui est le sien, écrira :

« Le voyage achevé – sinon terminé – le roi du rock a pris du recul et offert un blues de dandy, vif, très chargé, insulaire, destructeur, tentant : le son d'un homme essayant de se tenir debout sur un bateau ivre, et qui pour un moment y parvient. Son ton est acerbe, apeuré, menaçant, comme s'il se réveillait et comprenait qu'après avoir payé toutes ses dettes, la situation n'est toujours pas résolue. »

Parmi les éloges, Riley verra dans Blonde on Blonde « une abstraction tentaculaire au service d'un révisionnisme excentrique du blues, confirmant la stature de Dylan comme la plus grande présence du rock américain depuis Elvis Presley » ; Shelton « un mariage remarquable entre un expressionnisme rock à la fois funky et bluesy, et une vision rimbaldienne de la discontinuité, du chaos, du vide, de la perte et de l'enlisement » ; et pour Wyman, le chant de Dylan d'un bout à l'autre de l'album « est à lui seul un catalogue des émotions humaines, à l'exception peut-être de la pitié. L'une des grandes joies de l'ère du CD est d'écouter ce récit épique sans interruption du début à la fin. »
L’album s’est régulièrement hissé en haut du classement des meilleurs albums de tous les temps. En 1974, les journalistes de NME le placent en seconde position. En 1995, il est 8e dans un sondage réalisé par le magazine Mojo. En 1997, il est 16e du sondage « Music of the Millennium » organisé par un panel de médias anglais. Il se classe en 9e position des classements 2003 et 2012 des 500 plus grands albums de tous les temps du magazine Rolling Stone. En 2006, Time introduit l'album dans son classement des 100 meilleurs albums de tous les temps. Sur le site Acclaimedmusic.net, il apparaît 9e de la liste des albums les plus aimés de la critique, toute époque confondue.
Interrogée en 2016, lors de l’annonce du Prix Nobel de Littérature décerné à Bob Dylan, sur la meilleure manière d’explorer l'œuvre de ce dernier, Sara Danius, Secrétaire de l’Académie de Suède conseilla d’écouter, ou lire, Blonde on Blonde : « C’est un exemple extraordinaire de son talent pour rimer et allier les refrains à sa pensée picturale. »

## Liste des titres
Toutes les chansons sont écrites et composées par Bob Dylan.
| Face A | Face A                                | Face A | Face A | Face A | Face A | Face A | Face A | Face A | Face A |
| No     | Titre                                 | Durée  |        |        |        |        |        |        |        |
| ------ | ------------------------------------- | ------ | ------ | ------ | ------ | ------ | ------ | ------ | ------ |
| 1.     | Rainy Day Women #12 & 35              | 4:36   |        |        |        |        |        |        |        |
| 2.     | Pledging My Time (en)                 | 3:50   |        |        |        |        |        |        |        |
| 3.     | Visions of Johanna                    | 7:33   |        |        |        |        |        |        |        |
| 4.     | One of Us Must Know (Sooner or Later) | 4:54   |        |        |        |        |        |        |        |
| 20:53  |                                       |        |        |        |        |        |        |        |        |

| Face B | Face B                                              | Face B | Face B | Face B | Face B | Face B | Face B | Face B | Face B |
| No     | Titre                                               | Durée  |        |        |        |        |        |        |        |
| ------ | --------------------------------------------------- | ------ | ------ | ------ | ------ | ------ | ------ | ------ | ------ |
| 5.     | I Want You                                          | 3:07   |        |        |        |        |        |        |        |
| 6.     | Stuck Inside of Mobile with the Memphis Blues Again | 7:05   |        |        |        |        |        |        |        |
| 7.     | Leopard-Skin Pill-Box Hat (en)                      | 3:58   |        |        |        |        |        |        |        |
| 8.     | Just Like a Woman                                   | 4:53   |        |        |        |        |        |        |        |
| 19:02  |                                                     |        |        |        |        |        |        |        |        |

| Face C | Face C                                              | Face C | Face C | Face C | Face C | Face C | Face C | Face C | Face C |
| No     | Titre                                               | Durée  |        |        |        |        |        |        |        |
| ------ | --------------------------------------------------- | ------ | ------ | ------ | ------ | ------ | ------ | ------ | ------ |
| 9.     | Most Likely You Go Your Way (And I'll Go Mine) (en) | 3:30   |        |        |        |        |        |        |        |
| 10.    | Temporary Like Achilles                             | 5:02   |        |        |        |        |        |        |        |
| 11.    | Absolutely Sweet Marie                              | 4:57   |        |        |        |        |        |        |        |
| 12.    | 4th Time Around (en)                                | 4:35   |        |        |        |        |        |        |        |
| 13.    | Obviously 5 Believers                               | 3:35   |        |        |        |        |        |        |        |
| 21:19  |                                                     |        |        |        |        |        |        |        |        |

| Face D | Face D                        | Face D | Face D | Face D | Face D | Face D | Face D | Face D | Face D |
| No     | Titre                         | Durée  |        |        |        |        |        |        |        |
| ------ | ----------------------------- | ------ | ------ | ------ | ------ | ------ | ------ | ------ | ------ |
| 14.    | Sad Eyed Lady of the Lowlands | 11:23  |        |        |        |        |        |        |        |
| 11:23  |                               |        |        |        |        |        |        |        |        |

## Crédits

### Musiciens
- Bob Dylan - Guitare, Harmonica, Piano, Clavier, Chant
- Al Kooper – Orgue, Clavier
- Robbie Robertson – Guitare, Chant
- Joe South - Guitare
- Rick Danko – Guitare basse, Violon, Chant
- Bill Atkins - Clavier
- Wayne Butler - Trombone
- Kenny Buttrey - Batterie
- Paul Griffin - Piano
- Garth Hudson – Clavier, Saxophone
- Jerry Kennedy - Guitare
- Sanford Konikoff - Batterie
- Richard Manuel – Batterie, Clavier, Chant
- Wayne Moss - Guitare, Chant
- Hargus "Pig" Robbins - Piano, Clavier
- Henry Strzelecki – Guitare basse
- Charlie McCoy – Guitare basse, Guitare, Harmonica, Trompette

### Production
- Bob Johnston - Producteur
- Amy Herot – Producteur réédition
- Mark Wilder – Re-mixing, Re-mastering